# Goryphus depictus
Goryphus depictus är en stekelart som först beskrevs av Tosquinet 1903.  Goryphus depictus ingår i släktet Goryphus och familjen brokparasitsteklar. Inga underarter finns listade i Catalogue of Life.